# Marguerite Dupire
Marguerite Dupire (12 de octubre de 1920 – 4 de marzo de 2015) fue una etnóloga francesa quién se especializó en pueblos africanos, y trabajó extensamente en el Fulani de Níger, Camerún, Guinea, Senegal, y después de una misión a Costa de Marfil, sobre el Serer pueblo de Sine (en Senegal) desde 1965.

## Biografía
En 1943, obtuvo un grado en filosofía. Luego completó su formación estudiando psicología y etnología en la Universidad de París, luego en Estados Unidos, en la Universidad Northwestern y la Universidad de Filadelfia, donde fue estudiante de antropólogos notables como Melville Herskovits y Alfred Irving Hallowell a fines de los 1940s.

## Algunas publicaciones
Marguerite fue autora de numerosos artículos científicos (ver abajo).
Sus trabajos principales fueron :
- Peuls nomades : étude descriptive des Wodaabe du Sahel nigérien, Karthala, París, 1996 (1ª ed. 1962), 336 p. ISBN 2-86537-603-6

- Organización sociale des Peul. Étude d'ethnographie comparée, Plon, París, 1970, 624 p.

- Sagesse sereer : essais sur la pensée sereer ndut, Karthala, París, 1994, 174 p. ISBN 2-86537-487-4